# Jean-Louis Baugnies
Jean-Louis Baugnies (né le 17 juin 1957 à Obourg,) est un coureur cycliste belge. Il participe à des compétitions dans les années 1970 et 1980.

## Biographie
Chez les amateurs, Jean-Louis Baugnies se distingue en remportant de nombreux titres de champion de Belgique sur piste. Il participe aussi aux Jeux olympiques de 1976, où il se classe onzième de la poursuite individuelle. Sur route, il remporte notamment une étape du Tour de Wallonie en 1978. 
Il passe professionnel en août 1979 et le reste jusqu'en décembre 1981. Durant cette période, il devient vice-champion national de poursuite. Baugnies décroche également quelques podiums dans des kermesses belges. Il n'obtient toutefois aucune victoire au plus haut niveau. 
Son fils Jérôme est lui aussi coureur cycliste. 

## Palmarès
- 1975
  -  Champion de Belgique de poursuite juniors
  - 3e du championnat de Belgique de poursuite par équipes amateurs
- 1976
  -  Champion de Belgique de poursuite amateurs
  -  Champion de Belgique de poursuite par équipes amateurs
- 1977
  -  Champion de Belgique de l'omnium amateurs
  -  Champion de Belgique de poursuite amateurs
  -  Champion de Belgique de poursuite par équipes amateurs
- 1978
  -  Champion de Belgique du kilomètre amateurs
  -  Champion de Belgique de poursuite amateurs
  - 3e étape du Tour de Wallonie
  - 3e du championnat de Belgique de l'omnium amateurs
  - 3e du championnat de Belgique de poursuite par équipes amateurs
- 1979
  - 2e de Bruxelles-Opwijk
- 1981
  - 2e du Grand Prix E5
  - 2e du championnat de Belgique de poursuite